# Croix de cimetière de Loray
La croix de cimetière de Loray est une croix située sur la commune de Loray dans le département français du Doubs.

## Localisation
La croix est située au centre du village, à côté de l'église Saint-Michel.

## Histoire
La croix date de la fin du XVe siècle. Elle était originellement érigée sur un rocher brut ; elle a par la suite été placée devant l’église.
La croix est inscrite au titre des monuments historiques depuis le 25 octobre 1906.

## Description
Haut de 4,50 m, le monument, en pierre, est constitué de plusieurs parties unies par des goujons de fer. La croix, à la partie supérieure, représente la Crucifixion.
Les croisillons de la croix, égaux en dimensions et de section octogonale, sont ornés d’une dentelle de pierre sur leurs arêtes d’axe. Du côté principal il ne reste que le torse mutilé du Christ ; sur le revers, la statue de Saint Michel, ailé et vêtu en homme d’armes, perce d’une lance le dragon qu’il foule aux pieds.
Le support de la croix est octogonal et repose sur un pilier carré dont chaque face s’amortit en ogive trilobée. Trois des  faces sont grossières ; celle qui correspond à l'avant de la croix, porte en bas-relief un homme debout, vêtu d’une casaque, tenant de la main droite une petite tête humaine. 

Le support est décoré d’un espalier à feuilles de chêne. Le chapiteau octogonal supporte une cage ajourée de meneaux et de rosaces flamboyantes. Sur un côté, dans une niche laissée libre, est logée une statuette de vierge à l'Enfant. Le fronton est remplacé par un blason à trois cotices,  celui des Montjustin, détenteurs de la terre de Loray sous la suzeraineté des Hochberg à la fin du XVe siècle. Un second écusson surmonte le premier ; il porte ce qui pourraient être les armoiries des Hochberg-Neufchâtel, martelés après l’annexion de leurs terres au Comté de Bourgogne en 1518.